# Never Ending Tour 1991
Never Ending Tour 1990 es el cuarto año de la gira Never Ending Tour, una gira musical del músico estadounidense Bob Dylan realizada de forma casi ininterrumpida desde el 7 de junio de 1988.

## Trasfondo
El cuarto año de gira comenzó con The Second Fastbreak Tour a finales de enero. La gira comenzó al contrario que The Fastbreak Tour el año anterior, donde comenzó en Norteamérica y luego se trasladó a Europa. En este caso, Dylan comenzó en Europa, con el primer concierto en Suiza, y finalizó en Norteamérica. La gira se trasladó a continuación por Bélgica, Países Bajos e Irlanda, antes de ofrecer ocho conciertos en el Hammersmith Odeon de Londres, la primera vez que Dylan tocó en dicho teatro. La etapa finalizó el 2 de marzo en México.
El 19 de abril, Dylan comenzó una nueva etapa de diecisiete conciertos por los Estados Unidos que comenzó en Nueva Orleans y finalizó el 12 de mayo en Amherst (Massachusetts).
Dylan volvió a Europa a comienzos de junio. La etapa comenzó con tres conciertos en Italia, antes de ofrecer su primer concierto en Yugoslavia, y el último antes de su disolución un año más tarde. A continuación, Dylan dio dos conciertos en Austria antes de trasladarse a Alemania, con dos conciertos posteriores en Estocolmo, Suecia. La etapa terminó el 29 de junio en el Midtfyns Festival.
Después de finalizar la etapa por Europa, Dylan regresó a Norteamérica para tocar un total de catorce conciertos en los Estados Unidos y uno en Canadá. A continuación, viajó a Sudamérica para ofrecer nueve conciertos, cinco de ellos en Brasil, tres en Argentina y uno en Uruguay. Dylan continuó su etapa norteamericana hasta su fin el 20 de noviembre en Charlottesville, Virginia.